# Joan Manuel Serrat

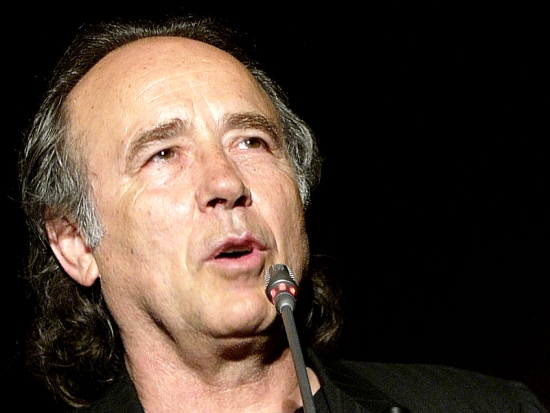
Joan Manuel Serrat, Valencia 2008.

Joan Manuel Serrat i Teresa (Barcelona, 27 december 1943) is een Catalaanse zanger die zingt in het Catalaans en Castiliaans. Hij is bekend in Spanje en Latijns-Amerika.
Hij is een vertegenwoordiger van de Nova Cançó. In 1968 werd hij uitverkoren om Spanje te vertegenwoordigen op het Eurovisiesongfestival met het liedje La la la. Echter weigerde hij om het liedje in het standaard-Spaans te zingen. Generaal Franco verbood in die tijd de Catalaanse taal en stuurde Massiel naar het Songfestival om ervoor te zorgen dat het lied daar niet in het Catalaans, maar in het Spaans werd gezongen. Massiel won de liedjescompetitie.

## Discografie
- 1967 - Ara que tinc vint anys
- 1968 - Cançons tradicionals
- 1969 - Com ho fa el vent
- 1969 - La paloma
- 1969 - Dedicado a Antonio Machado, poeta
- 1970 - Serrat IV
- 1970 - Mi niñez
- 1971 - Mediterráneo
- 1972 - Miguel Hernández
- 1973 - Per al meu amic
- 1974 - Canción infantil
- 1975 - ...Para piel de manzana
- 1977 - Res no és mesquí
- 1978 - 1978
- 1980 - Tal com raja
- 1981 - En tránsito
- 1983 - Cada loco con su tema
- 1984 - Fa vint anys que tinc vint anys
- 1984 - En directo
- 1985 - El sur también existe
- 1986 - Sinceramente teu
- 1987 - Bienaventurados
- 1989 - Material sensible
- 1992 - Utopía
- 1994 - Nadie es perfecto
- 1996 - Banda sonora d'un temps d'un país
- 1996 - El gusto es nuestro
- 1998 - Sombras de la China
- 2000 - Cansiones (Tarrés)
- 2002 - Versos en la boca
- 2003 - Serrat Sinfónico
- 2006 - Mô
- 2007 - Dos pájaros de un tiro

## Prijzen
- 2004 - Català de l'Any (Catalaan van het jaar), verkiezing georganiseerd door El Periódico de Catalunya onder haar lezers
- 2007 - Legioen van Eer, Frankrijk